# Trittame mccolli
Trittame mccolli là một loài nhện trong họ Barychelidae. Loài này phân bố ờ Queensland.